# Common Dreads
Common Dreads ist das zweite Studio-Album der britischen Post-Hardcore-Band Enter Shikari. Es wurde am 15. Juni 2009 in Großbritannien und einen Tag später in den Vereinigten Staaten veröffentlicht. Das Album wurde in Arreton Manor von und mit Andy Gray produziert.

## Hintergrund
Enter Shikari begannen die Arbeit an ihrem zweiten Album gegen Ende des Jahres 2008 und demonstrierten einige Songs sowie die Entwicklung des Albums vor dessen Veröffentlichung in zahlreichen Blogs der Internetplattform YouTube.
Ende September 2008 zeigte die Band erstmals ein Live-Video der Single Antwerpen auf ihrem YouTube-Kanal. Gleichzeitig wurde ein Video für die Single Juggernauts veröffentlicht.
Das neue Album wurde in Arreton Manor / Isle of Wight (eine Insel im Süden von Großbritannien) aufgenommen. Mehrere neue Songs wurden vor der Veröffentlichung des Albums entweder live in den Tourneen oder auf Festivals gespielt. Das Album hat zahlreiche politische Motive, sowie Verweise auf die aktuellen, wirtschaftlichen Verhältnisse.
Die neue Single, Juggernauts, wurde am Donnerstag, den 15. April 2009, in der Radio 1 Zane Lowe Show uraufgeführt und es wurde ein Video auf der Website der Band veröffentlicht. „Rou“ Reynolds sagte Kerrang! später, dass die Band bei der Erschaffung dieses Songs durch das Buch Tescopoly des Autors Andrew Simms inspiriert wurde.
Das Album wurde offiziell am 15. Juni 2009 durch Ambush Reality veröffentlicht.
Es verkaufte sich in der ersten Woche 15.000 Mal und erreichte dabei Platz 16 der Albumcharts von Großbritannien.
Wenig später wurde die zweite Single des Albums – No Sleep Tonight – am 17. August 2009 veröffentlicht.
Die nächste offizielle Single wurde Zzzonked. Sie wurde gemeinsam mit dem offiziellen Video auf der Website von Ambush Reality / Enter Shikari am 7. Oktober 2009 veröffentlicht.

## Inhalt und Texte
Das Album hat einen ausgeprägten stilistischen Wandel im Vergleich zum ersten Album Take to the Skies zu verzeichnen. Es werden vor allem mehr klarer Gesang und eine Mischung aus mehreren elektronischen Musikrichtungen wie Drum and Bass, Electrohouse oder Dubstep gebraucht. Trance- und Post-Hardcore-Elemente sind allerdings weiterhin vorhanden.
Weiterhin gibt es eine drastische, lyrische Änderung in diesem Album. Früher schrieb die Band Texte über verschiedene Themen und verwendete viele Metapher.
In Common Dreads geht es der Band vielmehr um sozio-politische Themen, wie z. B. in Step Up, ein Lied, das den freien Welthandel kritisiert.
Der Song No Sleep Tonight spricht über die ökologische Situation von heute.
Das Lied Fanfare for the Conscious Man enthält lyrische Konnotationen für die Ungerechtigkeit verschiedener Kriege der Regierung. In diesem Lied bringt die Band mit der Textzeile „Our gracious queen should grasp her crown, and take a good fucking swing at Blair and Brown“ ihre Anti-Kriegs-Ansichten klar zum Ausdruck.
Die Band bringt weitere politische Ideen in den Song Juggernauts ein, in welchem man mit den Worten abschließt: „The idea of community will be something displayed in a museum“. Zu deuten ist dies als Verweis auf eine anti-kapitalistische und pro-kollektive Grundhaltung.

## Titelliste
| Nr. | Titel                         | Länge |
| --- | ----------------------------- | ----- |
| 1.  | Common Dreads                 | 2:08  |
| 2.  | Solidarity                    | 3:16  |
| 3.  | Step Up                       | 4:40  |
| 4.  | Juggernauts                   | 4:44  |
| 5.  | Wall                          | 4:29  |
| 6.  | Zzzonked                      | 3:27  |
| 7.  | Havoc A                       | 1:40  |
| 8.  | No Sleep Tonight              | 4:16  |
| 9.  | Gap in the Fence              | 4:07  |
| 10. | Havoc B                       | 2:52  |
| 11. | Antwerpen                     | 3:15  |
| 12. | The Jester                    | 3:55  |
| 13. | Halcyon                       | 0:42  |
| 14. | Hectic                        | 3:17  |
| 15. | Fanfare for the Conscious Man | 3:45  |

## Singleauskopplungen
| Jahr | Titel            | Höchstplatzierung, Gesamtwochen, AuszeichnungChartsChartplatzierungen (Jahr, Titel, , Platzierungen, Wochen, Auszeichnungen, Anmerkungen) | Anmerkungen                           |
| Jahr | Titel            | UK | Anmerkungen                           |
| ---- | ---------------- | --- | ------------------------------------- |
| 2009 | Juggernauts      | UK28 (3 Wo.)UK | Erstveröffentlichung: 1. Juni 2009    |
| 2009 | No Sleep Tonight | UK63 (1 Wo.)UK | Erstveröffentlichung: 17. August 2009 |

## Kommerzieller Erfolg

### Chartplatzierungen
| ChartsChartplatzierungen     | Höchstplatzierung | Wochen |
| ---------------------------- | ----------------- | ------ |
| Deutschland (GfK)            | 96 (1 Wo.)        | 1      |
| Vereinigtes Königreich (OCC) | 16 (2 Wo.)        | 2      |

### Auszeichnungen für Musikverkäufe
| Land/Region                  | Auszeichnungen für Musikverkäufe (Land/Region, Auszeichnung, Verkäufe) | Verkäufe |
| ---------------------------- | ---------------------------------------------------------------------- | -------- |
| Vereinigtes Königreich (BPI) | Silber                                                                 | 60.000   |
| Insgesamt                    | 1× Silber ·                                                            | 60.000   |